# Chilocorus cacti
Chilocorus cacti är en skalbaggsart som först beskrevs av Carl von Linné 1767.  Chilocorus cacti ingår i släktet Chilocorus och familjen nyckelpigor. Inga underarter finns listade i Catalogue of Life.